# Новый Бор (сельское поселение)
Новый Бор — административно-территориальная единица (административная территория посёлок сельского типа с подчинённой ему территорией) и муниципальное образование (сельское поселение с полным официальным наименованием муниципальное образование сельского поселения «Новый Бор») в составе муниципального района Усть-Цилемского в Республике Коми Российской Федерации.
Административный центр — посёлок Новый Бор.

## История
Статус и границы административной территории установлены Законом Республики Коми от 6 марта 2006 года № 13-РЗ «Об административно-территориальном устройстве Республики Коми».
Статус и границы сельского поселения установлены Законом Республики Коми от 5 марта 2005 года № 11-РЗ «О территориальной организации местного самоуправления в Республике Коми».

## Население
| 2010 | 2011 | 2012 | 2013 | 2014 | 2015 | 2016 |
| ---- | ---- | ---- | ---- | ---- | ---- | ---- |
| 918  | ↘910 | ↘880 | ↘860 | ↘841 | ↘809 | ↘776 |
| 2017 | 2018 | 2019 | 2020 | 2021 |      |      |
| ↘738 | ↘712 | ↗714 | ↘693 | ↘672 |      |      |

## Состав
Состав административной территории и сельского поселения:
| № | Населённый пункт | Тип населённого пункта          | Население |
| - | ---------------- | ------------------------------- | --------- |
| 1 | Медвежка         | посёлок                         | 196       |
| 2 | Новый Бор        | посёлок, административный центр | 722       |

## Археология
С. М. Плюсниным у Нового Бора было найдено два погребения, не имевших на поверхности никаких внешних признаков. Вещевой инвентарь представлен обломками пяти бронзовых круглых дисков, определяемых в науке как зеркала, стеклянными бусами с металлической прокладкой, обломком синей глазчатой бусины, бронзовыми литыми бусами и бронзовой бусиной из согнутой пополам пластинки. Также найдены трапециевидные подвески, сегментовидная и коническая бляшки, бронзовая литая обоймочка с насечками по краю, умбоновидные, овальные и трапецевидные бляхи, обломки костяных наконечников стрел, бронзовая скульптура мужчины, на голове которого вместо головного убора отлита птица с хищным клювом и распростёртыми крыльями. Возможно, здесь были похоронены шаманы.